# Armenia en el Festival de la Canción de Eurovisión 2019
Armenia participó en el LXIV Festival de la Canción de Eurovisión, que se celebró en Tel Aviv, Israel del 14 al 18 de mayo del 2019. La televisora armenia AMPTV decidió elegir internamente a la cantante Srbuk el día 30 de noviembre de 2018. con la canción electropop "Walking Out".

## Historia de Armenia en el Festival
Armenia es uno de los países que se unieron al concurso durante la primera década del siglo XXI, debutando en 2006. Desde entonces, ha participado ininterrumpidamente en 13 ocasiones, siendo sus mejores participaciones las de 2008 y 2014, cuando obtuvieron el 4º lugar. Además, se clasificaron en el Top 10 en sus primeras 6 participaciones, quedando eliminados en semifinales solo en 2011 y 2018. Por lo tanto, es considerado uno de los países más exitosos dentro del festival.
En 2018, Sevak Khanagyan con el tema "Qami" quedó eliminado en la primera semifinal con 79 puntos, posicionándose 15º, el peor resultado histórico del país.

## Representante para Eurovisión

### Elección Interna
El 30 de noviembre de 2018, Srbuk fue confirmada por la AMPTV como la representante del país en la edición 2019 del Festival. Tras abrirse un plazo para los compositores para presentar sus propuestas hasta el 10 de enero de 2019; el 10 de marzo fue presentada la canción junto con el videoclip oficial. El tema elegido, "Walking Out" es una canción electropop escrita por Garik Papoyan y compuesto por Lost Capital y tokionine.

## En Eurovisión
De acuerdo a las reglas del festival, todos los concursantes inician desde las semifinales, a excepción del anfitrión (en este caso, Israel) y el Big Five compuesto por Alemania, España, Francia, Italia y Reino Unido. En el sorteo realizado el 28 de enero de 2019, Armenia fue sorteado en la segunda semifinal del festival. En este mismo sorteo, se determinó que participaría en la primera mitad de la semifinal (posiciones 1-9). Semanas después, ya conocidos los artistas y sus respectivas canciones participantes, la producción del programa dio a conocer el orden de actuación, determinando que Armenia participó en la primera posición, seguido de Irlanda.

### Votación

#### Desglose
El jurado armenio fue conformado por:
- – presidente del jurado –

| Semifinal 2 | Semifinal 2         | Semifinal 2                | Semifinal 2                | Semifinal 2                | Semifinal 2                | Semifinal 2                | Semifinal 2                | Semifinal 2                | Semifinal 2                | Semifinal 2                |
| N.º         | País                | Jurado                     | Jurado                     | Jurado                     | Jurado                     | Jurado                     | Jurado                     | Jurado                     | Televoto                   | Televoto                   |
| N.º         | País                | E. van der Horst           | H. Schwedt                 | R. de Wild                 | H. Smits                   | S. Starke                  | Ranking                    | Puntos                     | Ranking                    | Puntos                     |
| ----------- | ------------------- | -------------------------- | -------------------------- | -------------------------- | -------------------------- | -------------------------- | -------------------------- | -------------------------- | -------------------------- | -------------------------- |
| 01          | Armenia             | -------------------------- | -------------------------- | -------------------------- | -------------------------- | -------------------------- | -------------------------- | -------------------------- | -------------------------- | -------------------------- |
| 02          | Irlanda             |                            |                            |                            |                            |                            |                            |                            |                            |                            |
| 03          | Moldavia            |                            |                            |                            |                            |                            |                            |                            |                            |                            |
| 04          | Suiza               |                            |                            |                            |                            |                            |                            |                            |                            |                            |
| 05          | Letonia             |                            |                            |                            |                            |                            |                            |                            |                            |                            |
| 06          | Rumania             |                            |                            |                            |                            |                            |                            |                            |                            |                            |
| 07          | Dinamarca           |                            |                            |                            |                            |                            |                            |                            |                            |                            |
| 08          | Suecia              |                            |                            |                            |                            |                            |                            |                            |                            |                            |
| 09          | Austria             |                            |                            |                            |                            |                            |                            |                            |                            |                            |
| 10          | Croacia             |                            |                            |                            |                            |                            |                            |                            |                            |                            |
| 11          | Malta               |                            |                            |                            |                            |                            |                            |                            |                            |                            |
| 12          | Lituania            |                            |                            |                            |                            |                            |                            |                            |                            |                            |
| 13          | Rusia               |                            |                            |                            |                            |                            |                            |                            |                            |                            |
| 14          | Albania             |                            |                            |                            |                            |                            |                            |                            |                            |                            |
| 15          | Noruega             |                            |                            |                            |                            |                            |                            |                            |                            |                            |
| 16          | Países Bajos        |                            |                            |                            |                            |                            |                            |                            |                            |                            |
| 17          | Macedonia del Norte |                            |                            |                            |                            |                            |                            |                            |                            |                            |
| 18          | Azerbaiyán          |                            |                            |                            |                            |                            |                            |                            |                            |                            |